# Melvin Purvis
Melvin Horace Purvis, Jr., né le 24 octobre 1903 et mort le 29 février 1960, est un policier et un agent fédéral américain. Il était surnommé « Little Mel » à cause de sa petite stature. Il est surtout connu pour avoir pourchassé John Dillinger et son gang.

## Biographie

### Naissance
Melvin Horace Purvis, Jr. est né à Timmonsville, en Caroline du Sud. Ses parents sont Melvin Horace Purvis, Sr. (1869-1938), un cultivateur de tabac, et Janie Elizabeth Mims (1874-1927). Il est le cinquième d'une famille de douze enfants,.

### Carrière
Purvis obtient son diplôme de droit à l'Université de Caroline du Sud et entame une brève carrière comme avocat.
Il est alors membre de la fraternité Kappa Alpha. Il rejoint le FBI en 1927, et prend la tête des bureaux de la Division d'Investigation de Birmingham en Alabama, d'Oklahoma City en Oklahoma, et de Cincinnati dans l'Ohio. En 1932, il est également chargé de la responsabilité du bureau de Chicago dans l'Illinois par le directeur du FBI John Edgar Hoover.
Purvis dirige des chasses à l'homme contre des hors-la-loi tels que Baby Face Nelson et Pretty Boy Floyd, ainsi que celle, plus connue, contre John Dillinger, qui prendra fin à Chicago le 22 juillet 1934. Au cours de cette affaire, et bien qu'il soit devenu une figure des médias pour ses faits d'armes, Hoover déclare que Purvis est rétrogradé et que l'agent Samuel P. Cowley prend désormais en charge l'affaire Dillinger. Cowley est plus tard abattu par un autre gangster et Purvis lui rend visite à l'hôpital peu de temps avant sa mort. Purvis aurait encouru la colère de Hoover, qui l'avait jusque-là soutenu, en cherchant à ce qu'on lui fasse, et en se faisant lui-même, de la publicité sur son rôle dans l'affaire Dillinger, éclipsant ainsi Hoover et le reste du FBI. Dans un livre coécrit par le fils de Purvis, Alston Purvis, Hoover est décrit comme jaloux de l'attention accordée à Purvis après la mort de Dillinger.
Toutefois, au moins un des comptes rendus officiels de Purvis concernant ses exploits sera plus tard remis en question. Le récit de la mort de Pretty Boy Floyd, qui affirme que Purvis et ses agents ont tué Floyd sans l'aide des renforts de la police locale, est plus tard contredit par un policier de East Liverpool dans l'Ohio, Chester Smith. Hoover déclarera plus tard que Smith avait été le premier à toucher Floyd. Plus encore, Smith déclarera que Purvis et ses agents n'ont jamais fait feu jusqu'au moment où, Floyd ayant été questionné par Purvis, celui-ci aurait ordonné à l'agent Herman Hollis de l'abattre alors qu'il gisait sur le sol. Cette déclaration sera démentie ensuite par l'agent Winfred E. Hopton du FBI, qui affirmera, dans une lettre de 1979 adressée au Time Magazine, que les renforts de la police locale n'étaient arrivés qu'après la mort de Floyd. Malgré cela, les autorités locales maintiennent que Smith a en fait abattu Floyd. Aucune affirmation n'a jamais été clairement prouvée dans un sens ou dans l'autre. Purvis démissionne du FBI en 1935 et devient expert juridique.
En 1937, il se fiance à l'actrice Janice Jarratt, avec qui il ne se mariera finalement pas,,. Il épousera plus tard  Marie Rosanne Wilcox et aura trois fils. Il achète une station de radio à Florence en Caroline du Sud, et durant la Seconde Guerre mondiale, il sert dans l'armée des États-Unis comme colonel.
En 1936, Purvis publie une autobiographie relatant ses années passées comme détective au Bureau. Les auteurs Curt Gentry et Anthony Summers, dans leurs biographies respectives de Hoover, affirment que Hoover, qui initialement soutenait Purvis, était jaloux de sa célébrité après ses « aventures » avec Dillinger, et que c'est pour cela qu'il l'aurait rétrogradé, le poussant à quitter le FBI,. Summers, alors qu'il faisait des recherches pour son livre, obtint une correspondance considérable entre Hoover et Purvis, montrant que Hoover « flirtait » quasiment avec Purvis.

### Mort
Le 29 février 1960, alors qu'il est chez lui à Florence en Caroline du Sud, Melvin Purvis meurt d'une blessure par balle à la tête à l'âge de 56 ans. Le coup de feu a été tiré d'un revolver offert par ses collègues agents fédéraux lors de sa démission du FBI. L'anecdote du folklore populaire affirmant que le revolver qui a tué Purvis est le même qui avait été utilisé pour abattre Dillinger est apocryphe.
Le FBI enquête alors sur sa mort et conclut à un suicide, bien que le rapport officiel du médecin légiste n'apporte pas suffisamment de preuves pour conclure sur les circonstances du décès. Il sera déterminé plus tard que Purvis a pu s'être accidentellement tiré dessus en essayant d'extraire une balle traçante bloquée dans le revolver.
Les auteurs Gentry et Summers concluront quant à eux que Purvis s'était suicidé après avoir appris qu'il était atteint d'un cancer inopérable au cerveau,.

## Dans la culture populaire
- Dans le roman uchronique de Kim Newman, Back in the USA, Purvis apparaît avec Eliot Ness comme agent du Federal Bureau of Ideology, qui est à la poursuite de l'activiste du mouvement ouvrier Tom Joad.
- Dans le film Dillinger sorti en 1973, Purvis est incarné par Ben Johnson.
- Dans les téléfilms Melvin Purvis, G-Man, diffusé en 1974, et  The Kansas City Massacre, diffusé en 1975, il est incarné par Dale Robertson.
- Dans le téléfilm  Dillinger  diffusé en 1991, il est incarné par Will Patton.
- Dans le film de Michael Mann sorti en 2009, Public Enemies, il est incarné par Christian Bale.